# Typhlodromus arunachalensis
Typhlodromus arunachalensis är en spindeldjursart som beskrevs av Gupta 1986. Typhlodromus arunachalensis ingår i släktet Typhlodromus och familjen Phytoseiidae. Inga underarter finns listade i Catalogue of Life.